# Latitude (bedrijf)
Latitude is een in 2019 opgericht Frans ruimtevaartbedrijf met hoofdzetel in Reims.

## Geschiedenis
Latitude werd in 2019 in Nanterre met 25.000 euro kapitaal opgericht onder de naam Prometheus Space Industries door Stanislas Maximin, Ilan Saidi-Bekerman, en Corentin Coste.
In november 2024 werd Aurélie Bressollette aangesteld als CEO ter vervanging van Stanislas Maximin die de rol van executive chairman opnam.

## Zéphyr
Het bedrijf ontwikkelde de Zéphyr-raket. Deze raket bestaat uit twee trappen met een totale lengte van 19 meter en een diameter van 1,5 meter.
De Zéphyr kan een totaal gewicht van 100 kilogram meedragen in een lage baan om de aarde.